# Lohta
Lohta es una ciudad censal situada en el distrito de Varanasi en el estado de Uttar Pradesh (India). Su población es de 25596 habitantes (2011). 

## Demografía
Según el censo de 2011 la población de Lohta era de 25596 habitantes, de los cuales 13333 eran hombres y 12263 eran mujeres. Lohta tiene una tasa media de alfabetización del 60,51%, inferior a la media estatal del 67,68%: la alfabetización masculina es del 64,98%, y la alfabetización femenina del 55,60%.